# Hermann Hubacher
Hermann Hubacher (ur. 1 sierpnia 1885 w Biel/Bienne, zm. 18 listopada 1976 w Zurychu) – szwajcarski rzeźbiarz i plastyk.
Uczęszczał do szkoły technicznej w Biel, gdzie uczył się grawerowania, medalierstwa i złotnictwa, dopiero w późniejszym czasie zainteresowało go rzeźbiarstwo. Od 1905 uczestniczył w rocznym kursie rzeźby w Ecole des Beaux-Arts w Genewie, a następnie w Akademii Sztuk Pięknych w Wiedniu. Następnie podróżował po środkowej Europie, od 1910 studiował rzeźbę w Bernie. Po ukończeniu studiów w 1916 osiadł w Zurychu, gdzie zaprzyjaźnił się z Oskarem Reinhartem. Podróżował do Włoch i Francji, a w 1929 do Egiptu i Sudanu. Od 1926 przez trzy lata należał do Federalnej Komisji Sztuki. W 1938 otrzymał nagrodę główną na Międzynarodowym Biennale Rzeźby w Wenecji. W 1944 otrzymał nagrodę miasta Zurych, w 1945 Uniwersytet w Zurychu nadał Hermannowi Hubacherowi tytuł honoris causa. W 1955 został honorowym obywatelem miasta Biel.